# Baszaïdo
Baszaïdo est une localité située dans le département de Gourcy de la province du Zondoma dans la région Nord au Burkina Faso.

## Géographie
Baszaïdo se trouve à environ 9 km au nord du centre de Gourcy, le chef-lieu départemental, et à 2 km à l'ouest de la route nationale 2.
Les différents quartiers du village sont : Bantin, Gâagkin, Kolkoom, Raguilma 1 et 2, Signooghin, Yikudin (où se trouve l'école).

## Santé et éducation
Le centre de soins le plus proche de Baszaïdo est le centre de santé et de promotion sociale (CSPS) de Kontigué ainsi que le centre médical (CM) de la province à Gourcy.
Baszaïdo possède une école primaire.